# Турнир дублёров РФПЛ
Турнир дублирующих составов команд Премьер-Лиги — турнир, разыгрывавшийся молодёжными командами (дублирующими составами) клубов высшего дивизиона (Российской футбольной премьер-Лиги).

## История и формат
Турнир был создан в 2001 году, когда место Премьер-Лиги занимал ещё Высший дивизион. В 2002 году перешёл в ведение РФПЛ, в 2008 году был заменён Молодёжным первенством.
Традиционно календарь игр турнира дублёров был привязан к календарю РФПЛ: матчи игрались за день до игр основных команд в чемпионате. Соответственно, схема проведения игр была такой же, как и в самой РФПЛ: два круга по 15 игр.
До 2001 года «дубли» выступали в первенстве России среди команд-мастеров (в 1992—1993, 1998—2000 годах — во Второй лиге (Втором дивизионе), в 1994—1997 годах — в Третьей лиге) без права повышения в классе.

## Победители, призёры первенств и лучшие бомбардиры
| Год  | Чемпион          | 2-е место               | 3-е место               | Лучший бомбардир |
| ---- | ---------------- | ----------------------- | ----------------------- | --- |
| 2001 | Ротор            | Торпедо-ЗИЛ             | Зенит (Санкт-Петербург) | Виталий Лыхин, «Торпедо-ЗИЛ», 11 голов |
| 2002 | Динамо (Москва)  | Зенит (Санкт-Петербург) | Уралан                  | Максим Бондаренко, «Ротор», 16 голов |
| 2003 | Динамо (Москва)  | Уралан                  | ЦСКА                    | Максим Астафьев, «Зенит» (Санкт-Петербург), 15 голов |
| 2004 | Москва           | ЦСКА                    | Сатурн (Раменское)      | Тармо Кинк, «Спартак» (Москва), 13 голов Сергей Самодин, ЦСКА, 13 голов |
| 2005 | ЦСКА             | Москва                  | Зенит (Санкт-Петербург) | Сергей Правосуд, ЦСКА, 19 голов |
| 2006 | Спартак (Москва) | ЦСКА                    | Москва                  | Виктор Борисов, «Томь», 11 голов |
| 2007 | Спартак (Москва) | ЦСКА                    | Кубань                  | Александр Прудников, «Спартак» (Москва), 12 голов Артём Фомин, «Спартак» (Москва), 12 голов Оганес Гоарян, «Локомотив» (Москва), 12 голов Антон Буренков, «Крылья Советов», 12 голов |

## Достижения клубов
| Клуб                    | Чемпион        | Вице-чемпион         | Бронзовый призёр |
| Динамо (Москва)         | 2 (2002, 2003) | —                    | —                |
| Спартак (Москва)        | 2 (2006, 2007) | —                    | —                |
| ЦСКА                    | 1 (2005)       | 3 (2004, 2005, 2006) | 1 (2003)         |
| Москва                  | 1 (2004)       | 2 (2001, 2005)       | 1 (2006)         |
| Ротор                   | 1 (2001)       | —                    | —                |
| Зенит (Санкт-Петербург) | —              | 1 (2002)             | 2 (2001, 2005)   |
| Уралан                  | —              | 1 (2003)             | 1 (2002)         |
| Сатурн (Раменское)      | —              | —                    | 1 (2004)         |
| Кубань                  | —              | —                    | 1 (2007)         |